# Aldeneik
Aldeneik, gesticht in 730, is een kerkdorp, behorend tot de Belgische stad Maaseik. Het ligt aan de Maas, vlak bij de Nederlandse grens. De Bosbeek mondt hier in de Maas uit in het recreatiegebied Heerenlaak.

## Geschiedenis
Aldeneik is ontstaan met het Klooster van Aldeneik, ongeveer in het jaar 720 gesticht door de Frankische edelman en grootgrondbezitter Adalhard en zijn vrouw Grinuara voor hun dochters Harlindis en Relindis. In 870 kwam het klooster, in het kader van het Verdrag van Meerssen, aan Karel de Kale. Vóór het midden van de 10e eeuw werd dit vrouwenklooster vervangen door een kapittel van twaalf kanunniken. De vrouwelijke religieuzen werden voor het laatst in 936 vermeld. In 952 schonk Otto de Grote het kapittel en de omliggende landgoederen aan de bisschop van Luik Farabert..
De kanunniken bouwden in de 12e en 13e eeuw twee kerken: een munsterkerk en een parochiekerk, welke laatste aan Sint-Pieter werd gewijd. Aldeneik was toen een belangrijke bedevaartplaats. De munsterkerk is als Sint-Annakerk nog aanwezig; de Sint-Pieterskerk bestaat niet meer.
Een aantal omstandigheden maakten dat Aldeneik overvleugeld werd door Maaseik. Deze plaats kreeg in 1244 stadsrechten en lag veiliger, zowel ten aanzien van overstromingen als ten aanzien van vijandelijke troepen. Ook de aansluiting van de Maasgouw bij het Graafschap Loon speelde een rol. Hierdoor kwam het zwaartepunt van de macht elders te liggen. In 1245 splitste de parochie van Maaseik zich van die van Aldeneik af.
Toen in de 16e eeuw allerlei militaire onrust ontstond, gepaard gaande met godsdiensttwisten en de beeldenstorm, wensten de kanunniken zich binnen de wallen van Maaseik te vestigen, en in 1570 verhuisde het kapittel, met alle kunstschatten, naar de Sint-Catharinakerk. Daar zijn vele voorwerpen nog als kerkschat te bezichtigen.
Door dit alles waren de kloostergebouwen en één der twee kerken overbodig geworden. Zij werden gesloopt en de vrijgekomen grond ging dienstdoen als begraafplaats. De voormalige munsterkerk werd nu een parochiekerk, waarvan de rechten bij de Maaseiker kanunniken behoorden.
Aldeneik verviel tot een kleine, agrarische gemeenschap. Vanaf 1900 kwam een viertal steenfabrieken in Aldeneik. In 1972 sloot de laatste. Daarvoor in de plaats kwam grindwinning in het gebied ten oosten van Aldeneik. De daarbij ontstane plassen werden omgevormd tot recreatiedomein Heerenlaak.

## Bezienswaardigheden
- In Aldeneik ligt de deels romaanse, deels gotische Sint-Annakerk. Het middenschip van deze voormalige stiftskerk wordt gekenmerkt door forse afmetingen en eenvoudige vormen. Het dateert waarschijnlijk uit de eerste helft van de 12e eeuw. Zo rond 1200 of zelfs nog eerder werd tegen het schip een eigenaardige westelijke vleugel opgetrokken in laat-romaanse vormen. Het koor is een stuk vroege gotiek. In latere tijden raakten gedeelten van de kerk in verval waarna in de tweede helft van de 18e eeuw een restauratie plaatsvond, waarbij de westvleugel zo veel mogelijk werd afgebouwd en nieuwe zijbeuken aan het middenschip werden toegevoegd. De westelijke partij bestaat uit een torenvormige kern omgeven door een ommanteling met verdieping. Deze heeft aan de schipzijde een wijde boog en is ongetwijfeld het koor van de stiftdames geweest.
- Van de Aldeneikermolen op de Bosbeek, aan Hamontweg 97, zijn nog slechts enkele muurresten behouden gebleven.
- Het Hof, een herenhuis in eclectische stijl aan Hamontweg 103, uit de 2e helft van de 19e eeuw, gebouwd door Euphrasie Charlotte Linssen uit Luik, voor haar zoon. Tegenwoordig een hotel.
- De Sint-Harlindis en Relindiskapel, aan de Willibrordusweg, met Willibrordusput.

## Natuur en landschap
Aldeneik ligt in een bocht van de Maas, op een hoogte van ongeveer 30 meter. De Bosbeek, welke iets ten noorden van de kom loopt, komt in de Maas uit. Het gebied ten oosten van Aldeneik is goeddeels vergraven voor grindwinning en vormt nu recreatieplas Heerenlaak.

## Trivia
Er bestaan verschillende legendes over de manier waarop Aldeneik is ontstaan. Hieronder staan de bekendste beschreven.

### De Duivel blies de kaars uit
Lang geleden stichtten de twee adellijke zusters, Herlindis en Relindis, van Frankische afkomst een klooster te Aldeneik. Ze schreven de Codex Eyckensis, een evangelieboek. De duivel kon niets anders doen dan toekijken. Tot hij op het idee kwam om de kaarsen uit te blazen. Maar een engel kwam het licht weer aansteken. Het evangelie wordt nog altijd bewaard en gebruikt in Maaseik.

### De kleefsteen
Op een zekere dag deelde de Kruisheer van Maaseik de hosties uit in de kerk. Op een zeker moment was er wat rumoer achter in de zaal. Hij vroeg wat er was. Enkele bewoners van de stad scholden een oude vrouw uit voor heks en riepen dat ze de kerk en de stad moest verlaten. De kruisheer had medelijden met haar en zei dat ze de communie mocht komen halen, om te bewijzen dat ze geen heks was. Hij legde de hostie op haar tong en hield haar mond enkele seconden dicht, om te voorkomen dat ze hem zou aanraken. Toen iedereen dacht dat ze de hostie had doorgeslikt, liet hij haar kaak los. De hostie viel er weer uit. Ze wilde hem oprapen, maar haar vinger plakten aan de grond. Snel raapte de kruisheer de hostie op en de heks werd verbrand op de markt van Maaseik.

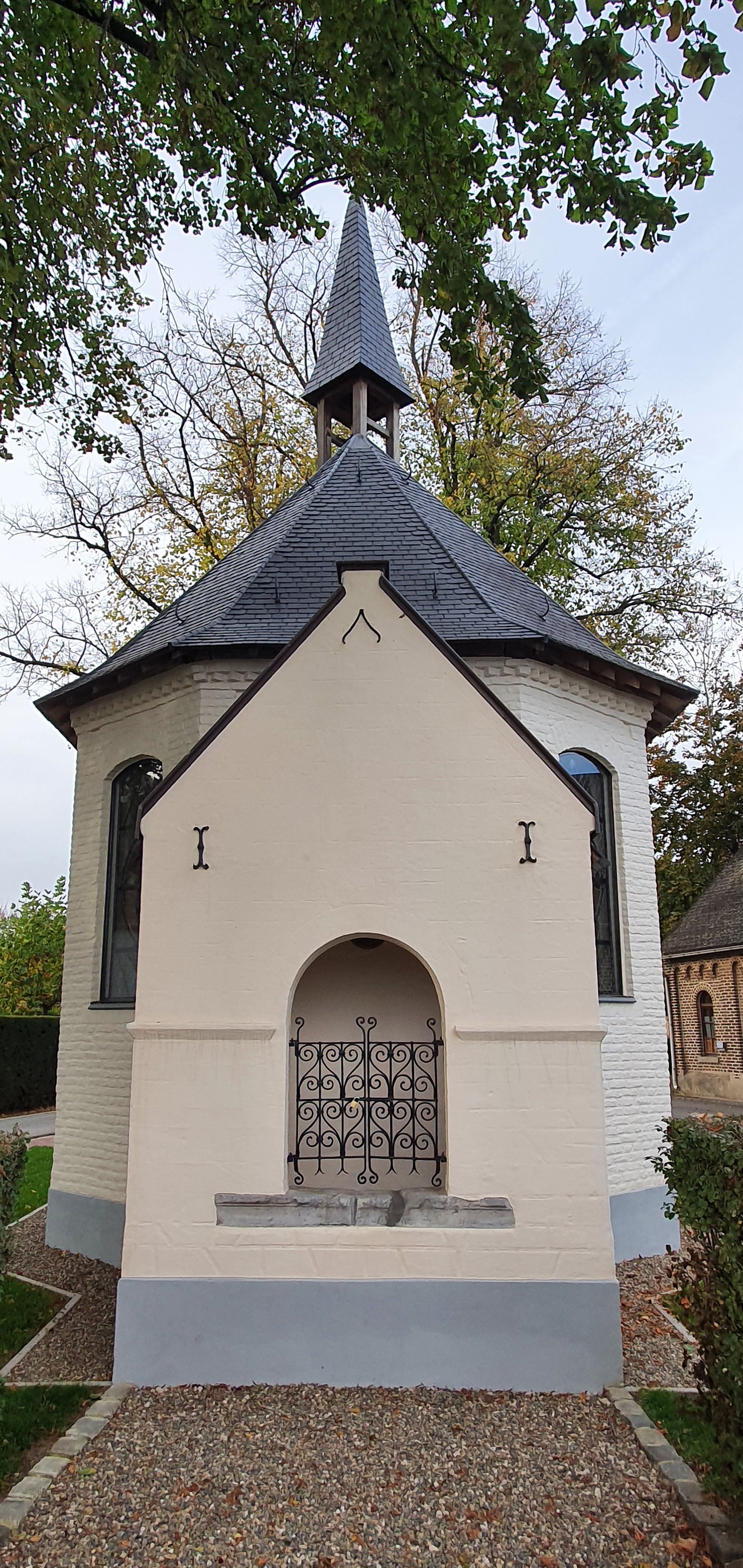
Doopvont die in de 7e eeuw door Willibrordus zou zijn gebouwd, ter vervanging van een bestaande Wodanput
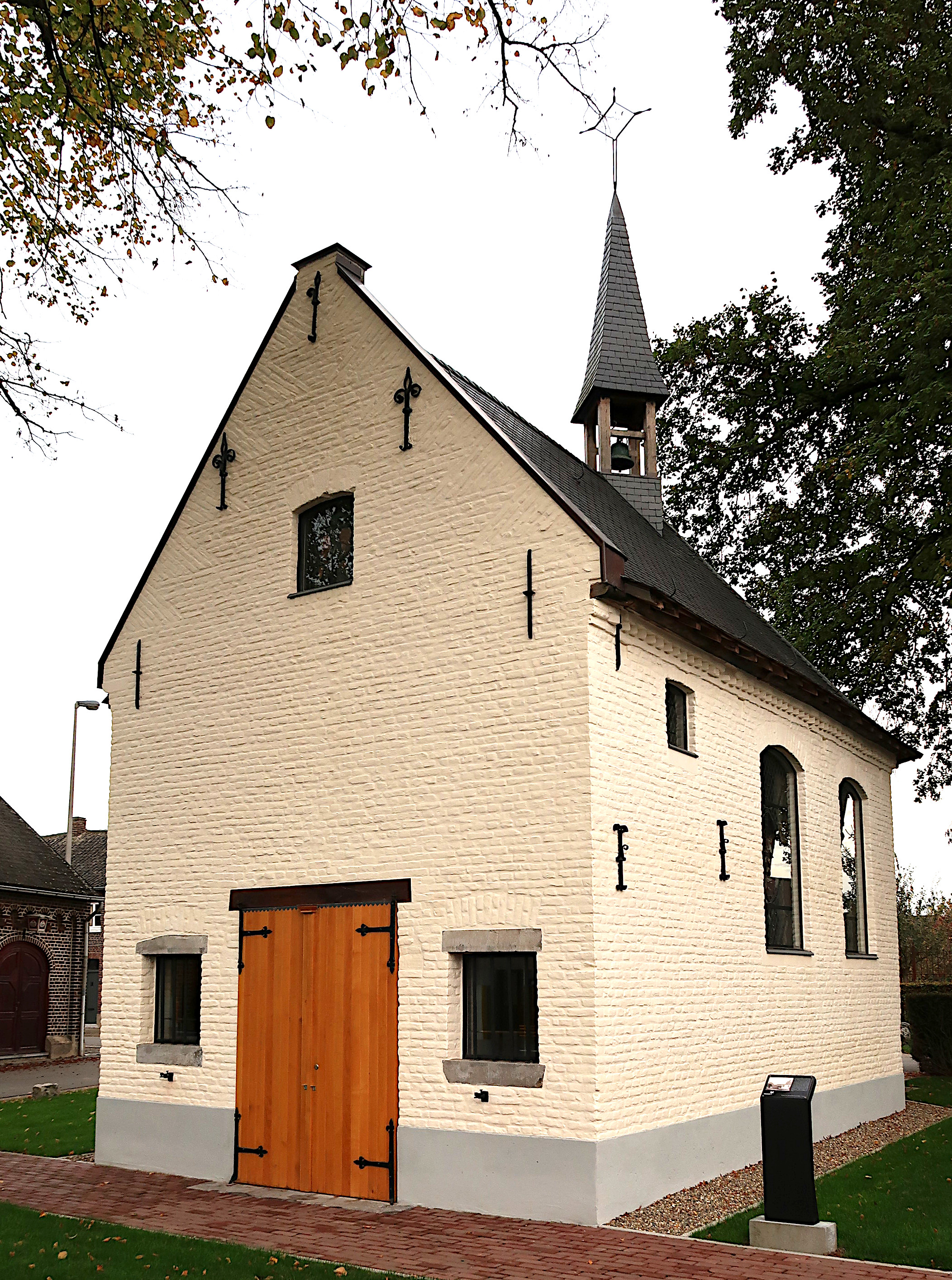
Kapel in Aldeneik, toegewijd aan Herlindis en Relindis
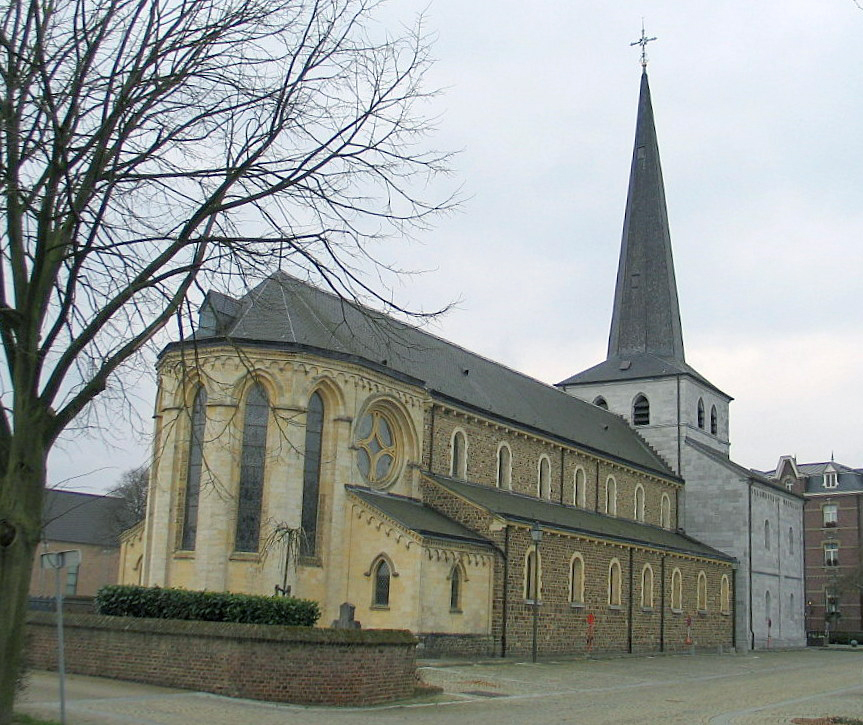
Sint-Annakerk

## Nabijgelegen kernen
Maaseik, Ophoven